# Cryptorrhynchus
Cryptorrhynchus är ett släkte av skalbaggar. Cryptorrhynchus ingår i familjen vivlar.

## Dottertaxa tillCryptorrhynchus, i alfabetisk ordning[1]
- Cryptorrhynchus abjectus
- Cryptorrhynchus aequalis
- Cryptorrhynchus africanus
- Cryptorrhynchus albidulus
- Cryptorrhynchus albitarsus
- Cryptorrhynchus albopunctatus
- Cryptorrhynchus alboscutellatus
- Cryptorrhynchus albosignatus
- Cryptorrhynchus alpinus
- Cryptorrhynchus alutaceus
- Cryptorrhynchus angustior
- Cryptorrhynchus annulifer
- Cryptorrhynchus annulipes
- Cryptorrhynchus anthonomoides
- Cryptorrhynchus apicipennis
- Cryptorrhynchus arcuatus
- Cryptorrhynchus asper
- Cryptorrhynchus atramentarius
- Cryptorrhynchus atricollis
- Cryptorrhynchus atrocinctus
- Cryptorrhynchus atrolateralis
- Cryptorrhynchus atrosignatus
- Cryptorrhynchus belti
- Cryptorrhynchus bicallosus
- Cryptorrhynchus bicruciatus
- Cryptorrhynchus bifenestratus
- Cryptorrhynchus biguttatus
- Cryptorrhynchus bimaculatus
- Cryptorrhynchus binaevus
- Cryptorrhynchus bioculatus
- Cryptorrhynchus bipupillatus
- Cryptorrhynchus bisignatus
- Cryptorrhynchus bisinuatus
- Cryptorrhynchus bistigma
- Cryptorrhynchus bistigmatus
- Cryptorrhynchus bivittatus
- Cryptorrhynchus bolivianus
- Cryptorrhynchus brachialis
- Cryptorrhynchus brandisi
- Cryptorrhynchus brandti
- Cryptorrhynchus breyeri
- Cryptorrhynchus bufonius
- Cryptorrhynchus calandroides
- Cryptorrhynchus caliginosus
- Cryptorrhynchus camelus
- Cryptorrhynchus cancellatus
- Cryptorrhynchus cancroma
- Cryptorrhynchus carinicollis
- Cryptorrhynchus carinifer
- Cryptorrhynchus cinctipes
- Cryptorrhynchus cinereus
- Cryptorrhynchus collabismoides
- Cryptorrhynchus collinus
- Cryptorrhynchus commixtus
- Cryptorrhynchus concentricus
- Cryptorrhynchus conspicillatus
- Cryptorrhynchus conspurcatus
- Cryptorrhynchus contaminatus
- Cryptorrhynchus convexicollis
- Cryptorrhynchus cordubensis
- Cryptorrhynchus coriarius
- Cryptorrhynchus crotonis
- Cryptorrhynchus cruciatus
- Cryptorrhynchus curticollis
- Cryptorrhynchus curtirostris
- Cryptorrhynchus cyphorrhynchoides
- Cryptorrhynchus dahlbergiae
- Cryptorrhynchus decemguttatus
- Cryptorrhynchus decipiens
- Cryptorrhynchus decoratus
- Cryptorrhynchus decorus
- Cryptorrhynchus degressus
- Cryptorrhynchus dentatus
- Cryptorrhynchus denticollis
- Cryptorrhynchus diophthalmus
- Cryptorrhynchus discedens
- Cryptorrhynchus disciger
- Cryptorrhynchus discophorus
- Cryptorrhynchus disjunctus
- Cryptorrhynchus distigma
- Cryptorrhynchus diversus
- Cryptorrhynchus dorsuarius
- Cryptorrhynchus duplaris
- Cryptorrhynchus ebeni
- Cryptorrhynchus echinatus
- Cryptorrhynchus enodis
- Cryptorrhynchus erraticus
- Cryptorrhynchus erratus
- Cryptorrhynchus erubescens
- Cryptorrhynchus eruptus
- Cryptorrhynchus evanescens
- Cryptorrhynchus fallax
- Cryptorrhynchus fascicularis
- Cryptorrhynchus ferox
- Cryptorrhynchus ferruginosus
- Cryptorrhynchus festivus
- Cryptorrhynchus ficus
- Cryptorrhynchus flohri
- Cryptorrhynchus formosus
- Cryptorrhynchus foveifrons
- Cryptorrhynchus fraterculus
- Cryptorrhynchus fraudulentus
- Cryptorrhynchus frontesignatus
- Cryptorrhynchus fucatus
- Cryptorrhynchus fulvicollis
- Cryptorrhynchus fulvoapicalis
- Cryptorrhynchus fulvofasciatus
- Cryptorrhynchus funereus
- Cryptorrhynchus furvus
- Cryptorrhynchus fuscatus
- Cryptorrhynchus fuscoaeneus
- Cryptorrhynchus goniocnemis
- Cryptorrhynchus gonocnemus
- Cryptorrhynchus gracilirostris
- Cryptorrhynchus granulosus
- Cryptorrhynchus griseolivaceus
- Cryptorrhynchus griseolus
- Cryptorrhynchus guérini
- Cryptorrhynchus guttatus
- Cryptorrhynchus gyllenhali
- Cryptorrhynchus harrisoni
- Cryptorrhynchus helvus
- Cryptorrhynchus hirtimanus
- Cryptorrhynchus histrionicus
- Cryptorrhynchus honestus
- Cryptorrhynchus humilis
- Cryptorrhynchus hypocrita
- Cryptorrhynchus ignobilis
- Cryptorrhynchus imbricatus
- Cryptorrhynchus impluviatus
- Cryptorrhynchus incanus
- Cryptorrhynchus inconspicuus
- Cryptorrhynchus ineffectus
- Cryptorrhynchus inelegans
- Cryptorrhynchus informis
- Cryptorrhynchus infuscatus
- Cryptorrhynchus iniquus
- Cryptorrhynchus innocens
- Cryptorrhynchus insidiosus
- Cryptorrhynchus insitivus
- Cryptorrhynchus insolitus
- Cryptorrhynchus interlitus
- Cryptorrhynchus intermedius
- Cryptorrhynchus intricatus
- Cryptorrhynchus japonicus
- Cryptorrhynchus lacteicollis
- Cryptorrhynchus lateralis
- Cryptorrhynchus lateritius
- Cryptorrhynchus latisquamis
- Cryptorrhynchus lentiginosus
- Cryptorrhynchus lepidus
- Cryptorrhynchus leucaspis
- Cryptorrhynchus leucostigma
- Cryptorrhynchus longimanus
- Cryptorrhynchus lumbaris
- Cryptorrhynchus lutosus
- Cryptorrhynchus macer
- Cryptorrhynchus medioximus
- Cryptorrhynchus melancholicus
- Cryptorrhynchus melanophthalmus
- Cryptorrhynchus melastomae
- Cryptorrhynchus mesomelas
- Cryptorrhynchus minutissimus
- Cryptorrhynchus minutus
- Cryptorrhynchus mitis
- Cryptorrhynchus mixtus
- Cryptorrhynchus modestus
- Cryptorrhynchus multituberculatus
- Cryptorrhynchus murinus
- Cryptorrhynchus muticus
- Cryptorrhynchus navicularis
- Cryptorrhynchus nebulosus
- Cryptorrhynchus nigricollis
- Cryptorrhynchus nigritellus
- Cryptorrhynchus nigrocinctus
- Cryptorrhynchus nigrocristatus
- Cryptorrhynchus nigroplagiatus
- Cryptorrhynchus nitidulus
- Cryptorrhynchus niveicollis
- Cryptorrhynchus nubeculosus
- Cryptorrhynchus nubilosus
- Cryptorrhynchus oblongus
- Cryptorrhynchus obscurus
- Cryptorrhynchus obsoletus
- Cryptorrhynchus octomaculatus
- Cryptorrhynchus octonotatus
- Cryptorrhynchus oculatus
- Cryptorrhynchus oculus
- Cryptorrhynchus olivicolor
- Cryptorrhynchus olivieri
- Cryptorrhynchus opaciventris
- Cryptorrhynchus orbatus
- Cryptorrhynchus paleatus
- Cryptorrhynchus pallescens
- Cryptorrhynchus pallidisetis
- Cryptorrhynchus palmacollis
- Cryptorrhynchus palmicola
- Cryptorrhynchus papuanus
- Cryptorrhynchus patruelis
- Cryptorrhynchus pectinatus
- Cryptorrhynchus peregrinus
- Cryptorrhynchus phaleratus
- Cryptorrhynchus pictifrons
- Cryptorrhynchus pictipes
- Cryptorrhynchus pictus
- Cryptorrhynchus pilosulus
- Cryptorrhynchus placatus
- Cryptorrhynchus plagiaticollis
- Cryptorrhynchus plagiellus
- Cryptorrhynchus porcatus
- Cryptorrhynchus poricollis
- Cryptorrhynchus porriginosus
- Cryptorrhynchus posticatus
- Cryptorrhynchus postornatus
- Cryptorrhynchus propinquus
- Cryptorrhynchus protensus
- Cryptorrhynchus pulchellus
- Cryptorrhynchus quadriplagiatus
- Cryptorrhynchus quadrisignatus
- Cryptorrhynchus quadrituberculatus
- Cryptorrhynchus raja
- Cryptorrhynchus rubicundus
- Cryptorrhynchus rufescens
- Cryptorrhynchus rugipes
- Cryptorrhynchus ruralis
- Cryptorrhynchus salebrosus
- Cryptorrhynchus schwarzi
- Cryptorrhynchus scopulatus
- Cryptorrhynchus scrofula
- Cryptorrhynchus scutatus
- Cryptorrhynchus scutellaris
- Cryptorrhynchus scutiger
- Cryptorrhynchus scutulatus
- Cryptorrhynchus sedulus
- Cryptorrhynchus senticosus
- Cryptorrhynchus seticollis
- Cryptorrhynchus setulosus
- Cryptorrhynchus sexnotatus
- Cryptorrhynchus sigillatus
- Cryptorrhynchus silaceus
- Cryptorrhynchus simplex
- Cryptorrhynchus singularis
- Cryptorrhynchus sinuatipes
- Cryptorrhynchus sparsutulus
- Cryptorrhynchus sparsutus
- Cryptorrhynchus spiculosus
- Cryptorrhynchus squamiger
- Cryptorrhynchus stercorarius
- Cryptorrhynchus sticticus
- Cryptorrhynchus stigmaticus
- Cryptorrhynchus stigmatophorus
- Cryptorrhynchus strigatus
- Cryptorrhynchus strigirostris
- Cryptorrhynchus subcaudatus
- Cryptorrhynchus subcylindricus
- Cryptorrhynchus suberosus
- Cryptorrhynchus sublineatus
- Cryptorrhynchus subsellatus
- Cryptorrhynchus succisus
- Cryptorrhynchus sulcicollis
- Cryptorrhynchus suturalis
- Cryptorrhynchus tectus
- Cryptorrhynchus tenebrosus
- Cryptorrhynchus terminatus
- Cryptorrhynchus tibialis
- Cryptorrhynchus tortuosus
- Cryptorrhynchus transversus
- Cryptorrhynchus triangulifer
- Cryptorrhynchus trichelasmus
- Cryptorrhynchus trilineatus
- Cryptorrhynchus triocellatus
- Cryptorrhynchus tristis
- Cryptorrhynchus tuberculatus
- Cryptorrhynchus uncipes
- Cryptorrhynchus undulatus
- Cryptorrhynchus unipunctatus
- Cryptorrhynchus variegatus
- Cryptorrhynchus variolosus
- Cryptorrhynchus verticalis
- Cryptorrhynchus verus
- Cryptorrhynchus v-nigrum
- Cryptorrhynchus woodlarkianus
- Cryptorrhynchus yucatanus